# Houston Dynamo
Houston Dynamo je američki nogometni klub iz Houstona koji se natječe u zapadnoj konferenciji MLS lige. Svoje domaće utakmice igra na stadionu Robertson, kapaciteta 32.000 mjesta. Aktualni je prvak MLS lige, a naslov prvaka je osvojio i godinu prije, 2006. godine. Od međunarodnih natjecanja, dva puta su bili trećeplasirani u CONCACAF Ligi prvaka.